# Здолбица (Дубенский район)
Здолбица (укр. Здовбиця) — село в Семидубской сельской общине Дубенского района Ровненской области Украины.
Население по переписи 2001 года составляло 314 человек. Почтовый индекс — 35652. Телефонный код — 3656. Код КОАТУУ — 5621681603.